# 19. Armee (Japanisches Kaiserreich)
Die 19. Armee (jap. 第19軍, Dai-jūku-gun) war von 1942 bis 1945 ein Großverband des Kaiserlich Japanischen Heeres. Ihr Tsūshōgō-Code (militärischer Tarnname) war Zäh (堅, Ken) oder Ken 9450. Wie alle vergleichbaren Formationen des japanischen Heeres entsprach sie dabei trotz ihres Namens eher einem heutigen Korps als einer Armee.

## Geschichte
Die 19. Armee wurde am 19. Januar 1942, kurz nach der japanischen Invasion von Niederländisch-Indien, aufgestellt und unterstand der Südarmee. Die Hauptaufgabe der in Ambon stationierten Armee war die einer Garnisonseinheit, um die besetzten Gebieten zu kontrollieren.
Im Zuge einer vom Daihon’ei geplanten Invasion Australiens wurde die 19. Armee am 30. Oktober 1943 der 2. Regionalarmee unterstellt. Nach dem Festlaufen des japanischen Angriffs in Richtung Süden wurden die Pläne der Invasion fallengelassen.
Mitte April 1944 bestand die 19. Armee aus der 5., 46. und 48. Division und umfasste ca. 50.000 Mann.
Wegen der alliierten Strategie des Inselhüpfens bzw. der Operation Cartwheel (Isolation der japanischen Festung von Rabaul) wurde die 19. Armee auf Ambon von der Versorgung abgeschnitten. Ohne in Kampfhandlungen verwickelt worden zu sein wurde die 19. Armee am 1. März 1945 aufgelöst.

## Oberbefehlshaber

### Kommandeure
|    | Name                              | Von               | Bis              |
| -- | --------------------------------- | ----------------- | ---------------- |
| 1. | Generalleutnant Tominaga Nobumasa | 22. Dezember 1942 | 15. Oktober 1943 |
| 2. | Generalleutnant Kitano Kenzō      | 15. Oktober 1943  | 1. März 1945     |

### Stabschefs
|    | Name                            | Von               | Bis            |
| -- | ------------------------------- | ----------------- | -------------- |
| 1. | Generalleutnant Sasa Shinnosuke | 22. Dezember 1942 | 7. Januar 1944 |
| 2. | Generalleutnant Mori Takeshi    | 7. Januar 1944    | 1. März 1945   |

## Untergeordnete Einheiten
- Stab
  - 5. Division
  - 46. Division
  - 48. Division